# Canadá nos Jogos Olímpicos de Inverno de 1964
O Canadá mandou 55 competidores que disputaram oito modalidades nos Jogos Olímpicos de Inverno de 1964, em Innsbruck, na Áustria. A delegação conquistou 3 medalhas no total, sendo uma de ouro, e duas de bronze.